# Natura 2000-område nr. 31 Kås Hoved
Natura 2000-område nr. 31 Kås Hoved er en naturplan under det fælleseuropæiske Natura 2000-projekt. Planområdet Kås Hoved, er et habitatområde på 396 ha, hvoraf ca. 70 ha udgøres af Kås Sø, der er en kystlagune. Området er et stort sammenhængende naturområde med en mosaik af skov, sø, hede og græssede overdrev og strandoverdrev, stejle kystklinter, samt vandhuller. I tillæg findes strandvolde med sjældne planter.

## Beskrivelse
Natura 2000-området består af hævet havbund og morænebakker fra istiden. Jordbunden er som følge af de forskellige dannelsesmåder meget varieret og består på de højere liggende arealer af sandet, hhv. leret moræne med stedvise smeltevandsaflejringer og flyvesand. De lavere liggende dele af det marine forland består for
størsteparten af hævet havbund, samt strandvoldssletter. Skrænten ved Kås Hoveds vestside er en vigtig geologisk lokalitet.

### Kås Skov
Kås Skov udgør en af Danmarks ældste og antagelig mest oprindelige skove. Skoven har en meget varieret epifytflora, og rummer omkring 50 arter af rødlistede laver og en række sjældne mosser. Kås skov anses for at være Danmarks artsrigeste, når det gælder laver, og er en lokalitet af international betydning. Skoven består hovedsagelig af stilk-eg og vinter-eg af lokal oprindelse, med islæt af andre træarter. Størstedelen af egekrattet er domineret af vinter-eg. I krattet forekommer bl.a storblomstret kodriver. Lysåbne skovbryn og skovlysninger huser den rødlistede dagsommerfugl, brun pletvinge.
Natura 2000-planen er vedtaget i 2011, hvorefter kommunalbestyrelserne
og Naturstyrelsen udarbejdede bindende handleplaner for
gennemførelsen af planen.  Planen videreføres og videreudvikles i senere planperioder. Natura 2000-planen er koordineret med vandplanen 1.2 Limfjorden.
Kås Hoved der ligger i Skive Kommune blev fredet i 1941.

## Eksterne kilder og henvisninger
1. 1 2 3  Miljøstyrelsen Nordjylland (juni 2023). "Naturplan 2022-2027  Natura 2000-område nr.  31 Kås Hoved" (PDF). mst.dk. Miljøstyrelsen. Arkiveret (PDF) fra originalen 17. maj 2024. Hentet 17. maj 2024.
2. 1 2 3  
Miljøstyrelsen Nordjylland (2023). "Revideret basisanalyse 2022-2027  Natura 2000-område nr. 31 Kås Hoved" (PDF). mst.dk. Miljøstyrelsen. Arkiveret (PDF) fra originalen 17. maj 2024. Hentet 17. maj 2024.
3. ↑  "Natura 2000-planlægning 2022-2027". mst.dk. Miljøstyrelsen. 2023. Arkiveret fra originalen 29. marts 2024. Hentet 11. maj 2024.
4. ↑  Om fredningen på fredninger.dk

- Kort over området
- "Plandokumenter for Natura 2000-områderne i Jylland Vest for perioden 2022-2027". Miljøstyrelsen. Arkiveret fra originalen 7. juni 2024. Hentet 7. juni 2024.